# 24 maart
24 maart is de 83ste dag van het jaar (84ste dag in een schrikkeljaar) in de gregoriaanse kalender. Hierna volgen nog 282 dagen tot het einde van het jaar.

## Gebeurtenissen
- Algemeen
  - 1816 - Frederik August van Nassau-Usingen wordt als hertog van Nassau opgevolgd door zijn achterneef Willem.
  - 1947 - Bij een brand in de staatsmijn Hendrik in Brunssum komen dertien mijnwerkers om het leven.
  - 1989 - De Amerikaanse olietanker Exxon Valdez loopt in het Nauw van Prins William voor de kust van Alaska aan de grond; er komt minstens 42.000 m³ olie vrij. Daarbij sterven grote aantallen zeevogels, otters en robben.
  - 1993 - Het parlement van Luxemburg keurt een wet goed die banken verplicht om "op eigen initiatief" justitie in te lichten over mogelijke witwaspraktijken van drugsgeld.
  - 1999 - Brand in de Mont Blanctunnel, 39 mensen komen om.
  - 2003 - De Nederlandse verpleegkundige Lucia de Berk krijgt levenslang voor de moord op diverse patiënten. Op 14 april 2010 wordt ze echter vrijgesproken door de Hoge Raad.
  - 2015 - Vlucht 9525 van de Duitse vliegmaatschappij Germanwings stort neer in Zuid-Frankrijk waarbij alle 150 inzittenden van de Airbus A320 omkomen.[1]

- Media
  - 1946 - Eerste uitzending van Alistair Cookes Letter from America.
  - 1990 - De Levenslijnactie van VTM voor fundamenteel kankeronderzoek in België sluit af op een totaalbedrag van ruim 182 miljoen Belgische frank (circa 4,5 miljoen euro).[2]

- Oorlog
  - 1943 - Vrijwel alle Nederlandse artsen maken het woordje 'arts' op hun naamborden onleesbaar om geen lid te hoeven worden van de door de Duitsers ingestelde 'Artsenkamer'.
  - 1988 - De rechtse Angolese rebellenbeweging UNITA vormt in haar hoofdkwartier in Jamba een regering in ballingschap.
  - 1999 - De NAVO begint bombardementen op Servische doelen in de Kosovo-oorlog.
  - 1999 - Een F-16 van de Koninklijke Luchtmacht haalt een Servische MiG-29 gevechtsjager neer.
  - 2014 - Russische militairen nemen de legerbasis Feodosija in. Oekraïne besluit zijn militairen uit de Krim terug te trekken. De republiek van de Krim en voert de Russische roebel in.
- Politiek
  - 1848 - Het Damoproer vindt plaats in Amsterdam.[3]
  - 1933 - Via het 'Ermächtigungsgesetz' wordt Adolf Hitler dictator van Duitsland.
  - 1975 - Het al maanden smeulende verzet tegen de metrobouw in de Amsterdamse Nieuwmarktbuurt komt tot een grimmige uitbarsting.
  - 1976 - Militaire putsch in Argentinië, president Isabel Perón wordt aan de kant gezet, de macht wordt overgenomen door een militaire junta onder leiding van Jorge Videla.
  - 1980 - De El Salvadoraanse aartsbisschop en mensenrechtenactivist Óscar Romero wordt vermoord.
  - 2000 - Klaas de Vries wordt Nederlands minister van Binnenlandse Zaken, ter vervanging van de afgetreden Bram Peper. Willem Vermeend volgt De Vries op als minister van Sociale Zaken, en Wouter Bos wordt in plaats van Vermeend staatssecretaris van Financiën.
  - 2007 - Oprichting van de Verenigde Socialistische Partij van Venezuela.
  - 2012 - President Hugo Chávez van Venezuela wordt in Cuba voor het eerst bestraald als onderdeel van zijn behandeling tegen kanker.
  - 2014 - In de Nederlandse stad Den Haag wordt de Nuclear Security Summit 2014 gehouden, een internationale topconferentie met als onderwerp het voorkomen van nucleair terrorisme.
  - 2017 - Venezuela kampt met een groot medicijntekort en vraagt de Verenigde Naties om hulp bij monde van president Nicolás Maduro.
- Religie
  - 1389 - Adolf I van Nassau-Wiesbaden-Idstein doet afstand van het bisdom Speyer ten gunste van Nikolaas I van Wiesbaden.
  - 1895 - Bisschopswijding van Henricus van de Wetering, hulpbisschop van Utrecht, in de Sint Vituskerk te Hilversum.
  - 1977 - Benoeming van Joseph Ratzinger tot aartsbisschop van München en Freising in Duitsland

- Sport

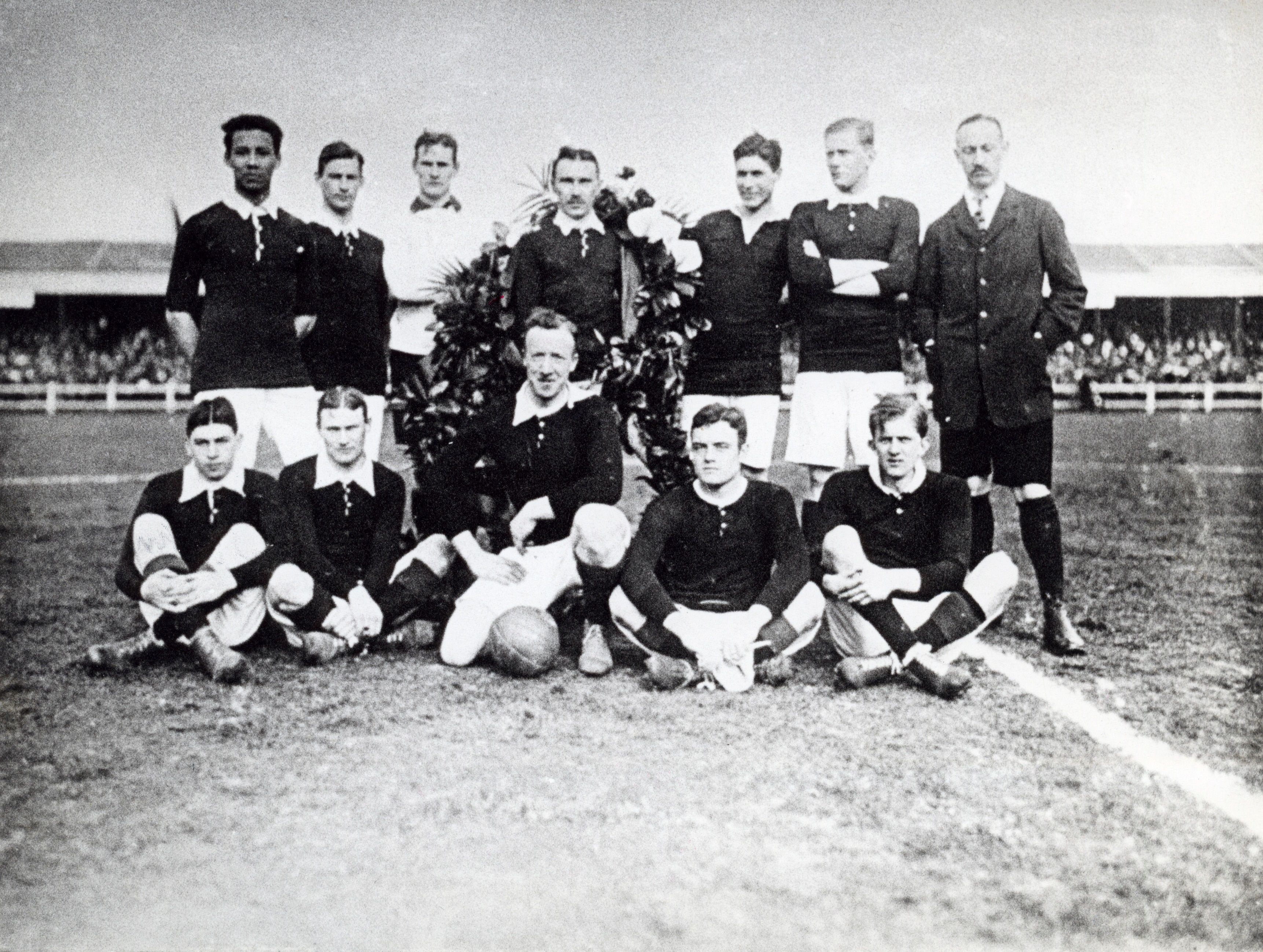
Het Nederlands voetbalelftal voor de eerste zege op Engeland (1913)

  - 1913 - Het Nederlands elftal wint voor het eerst van Engeland. In Den Haag wordt het 2-1 door twee doelpunten van Huug de Groot.
  - 1930 - In Rijnsburg wordt de Nederlandse amateurvoetbalclub Rijnsburgse Boys opgericht.
  - 1942 - Oprichting van de Boliviaanse voetbalclub Nacional Potosí.
  - 1996 - Na afloop van de voetbalklassieker Ajax-Feyenoord vinden ernstige ongeregeldheden plaats, waarbij 21 gewonden vallen en 20 arrestaties worden verricht.
  - 2007 - De Nederlandse atlete Lornah Kiplagat wordt in haar geboorteland Kenia wereldkampioen veldlopen.
  - 2007 - Het Montenegrijns voetbalelftal speelt zijn eerste officiële interland. In Podgorica wordt Hongarije met 2-1 verslagen.
  - 2012 - Voetbalclub KSC Lokeren Oost-Vlaanderen wint, voor de eerste keer in zijn geschiedenis, de Beker van België door in de finale KV Kortrijk met 0-1 te verslaan.
  - 2021 - In het Atatürk Olympisch Stadion in Istanboel (Turkije) lijdt het Nederlands voetbalelftal een 4-2 nederlaag tegen Turkije in de eerste WK-kwalificatiewedstrijd.[4]

- Wetenschap en technologie
  - 1882 - Robert Koch maakt zijn ontdekking wereldkundig: de bacterie die tuberculose veroorzaakt.
  - 1961 - NASA lanceert de laatste onbemande missie van de Mercury Redstone-raket als voorbereiding op bemande missies.[5]
  - 1974 - Officiële opening van de Universiteit van Mauritius.
  - 1992 - Dirk Frimout vertrekt met de Space Shuttle Atlantis, als eerste Belgische ruimtevaarder.
  - 2001 - Introductie van Mac OS X, het nieuwe besturingssysteem van Apple.
  - 2021 - De periodieke komeet 10P/Tempel bereikt het perihelium van zijn baan rond de zon tijdens deze verschijning.[6]

## Geboren

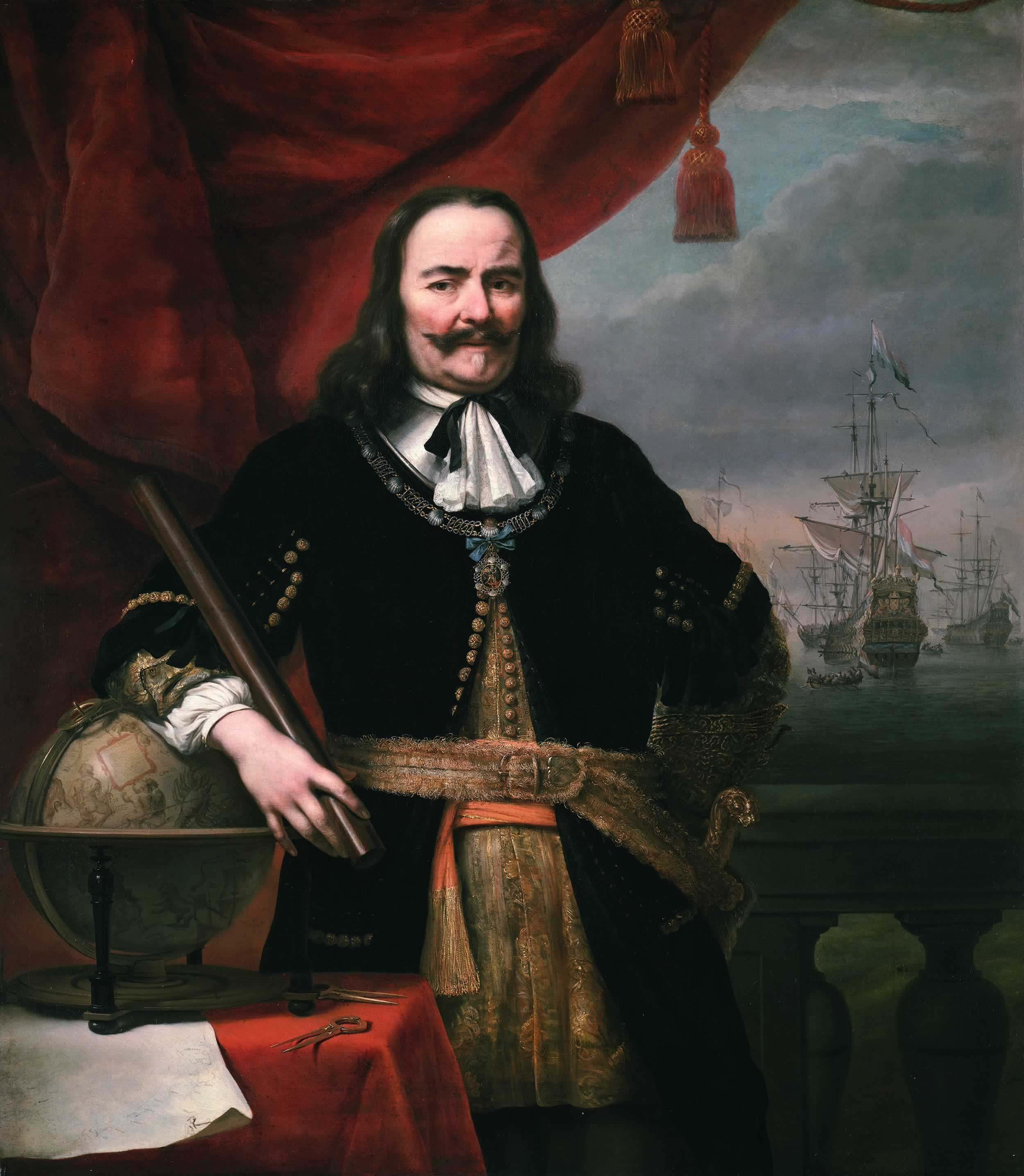
Michiel de Ruyter
geboren in 1607

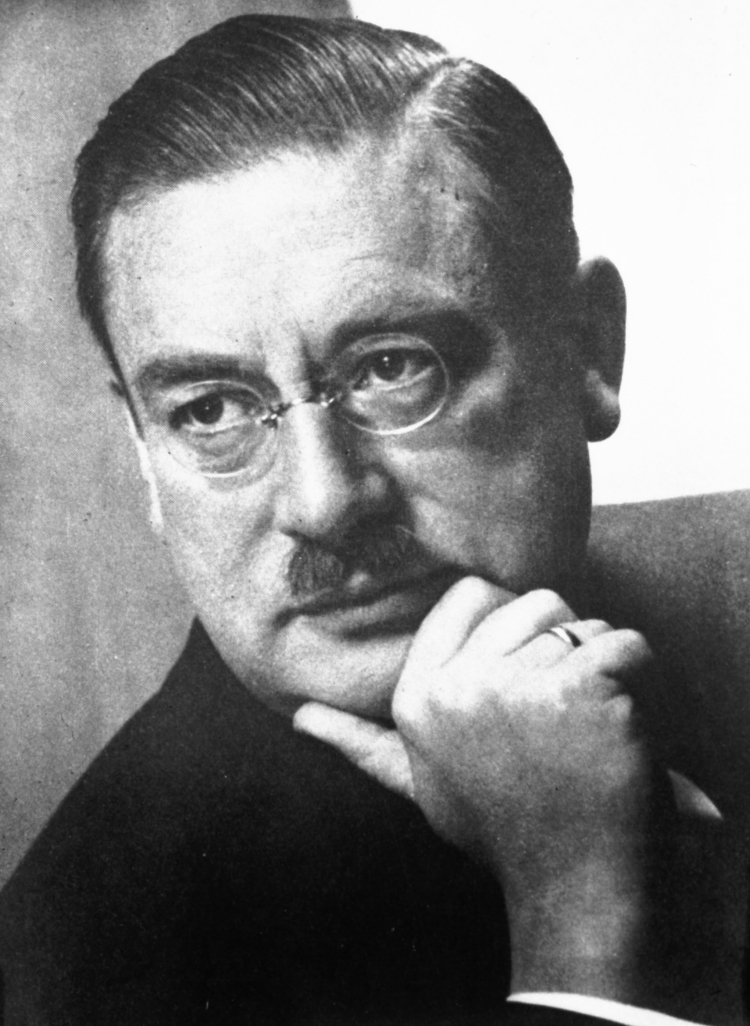
Peter Debye
geboren in 1884

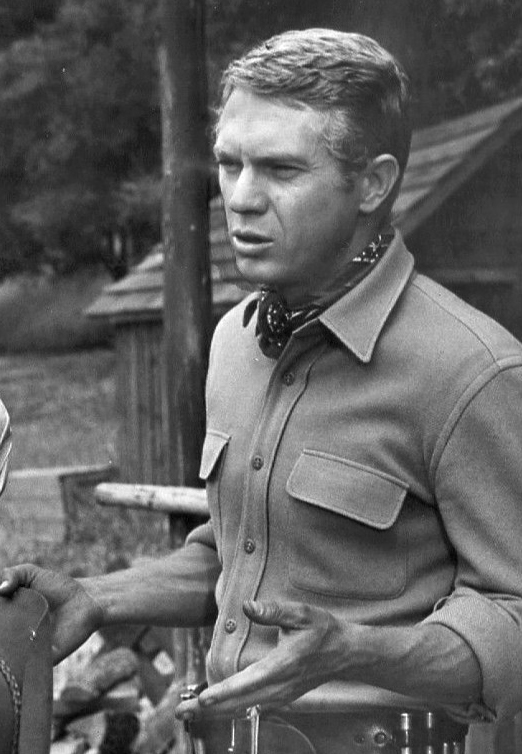
Steve McQueen
geboren in 1930

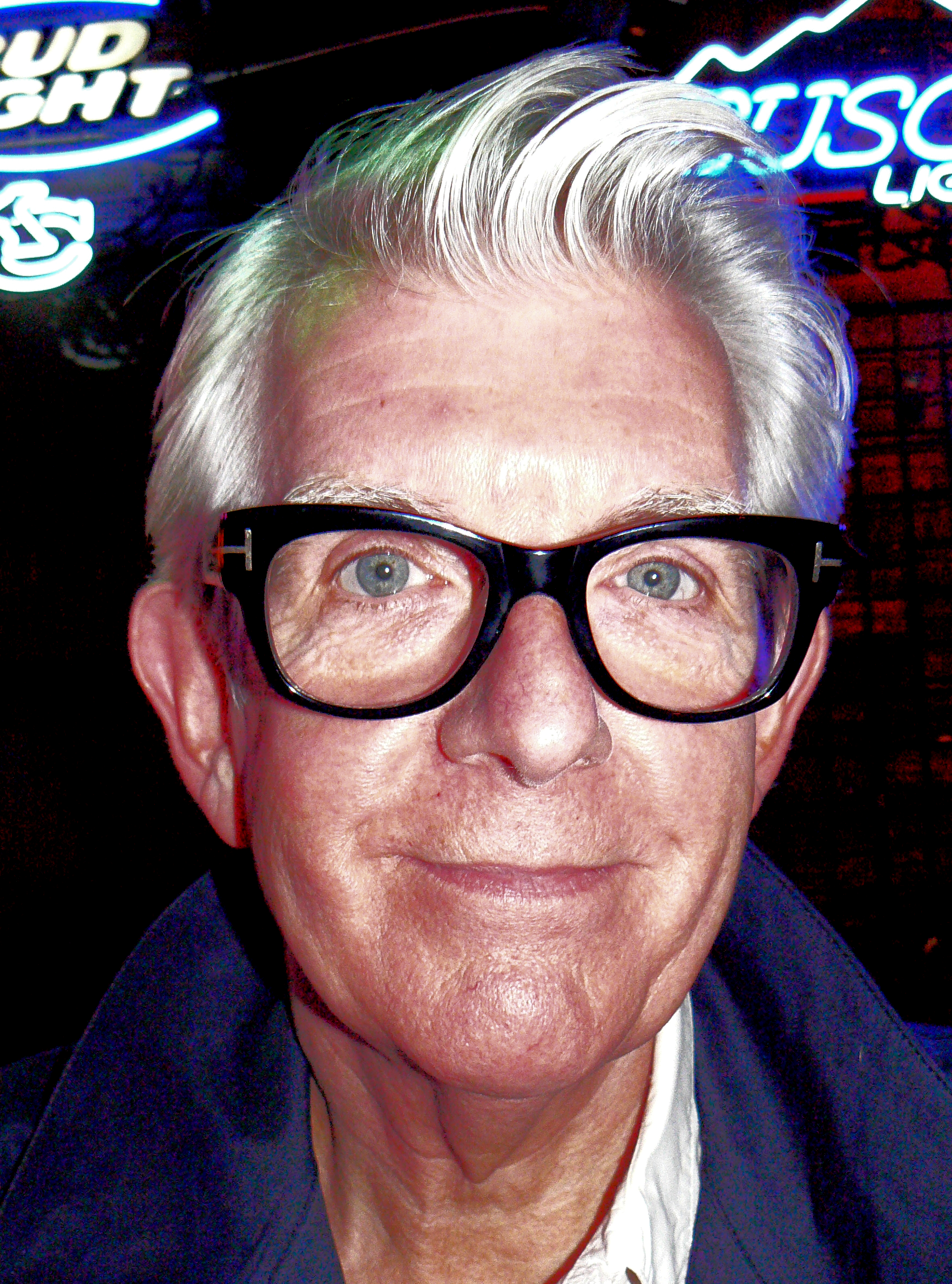
Nick Lowe
geboren in 1949

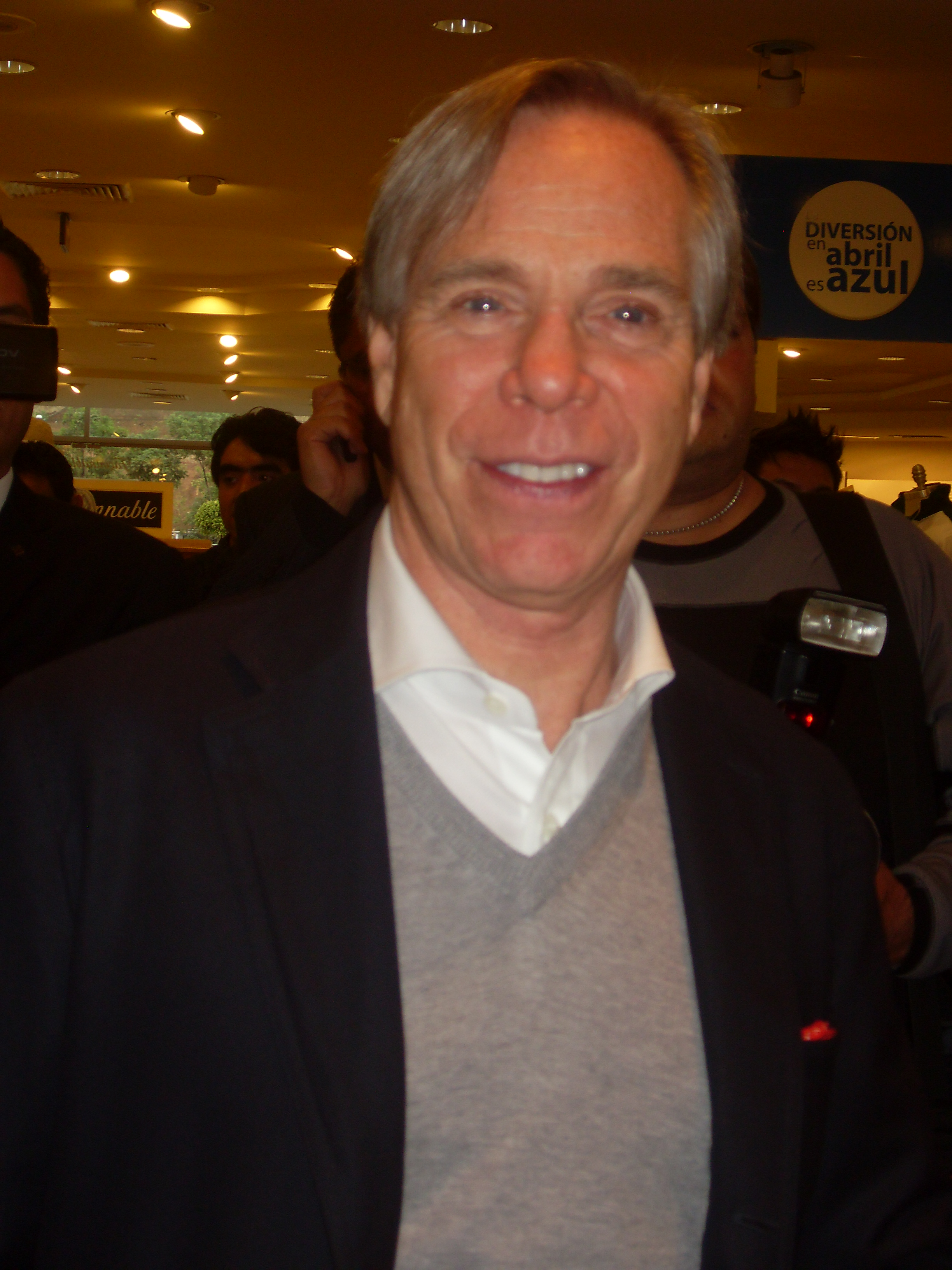
Tommy Hilfiger
geboren in 1951

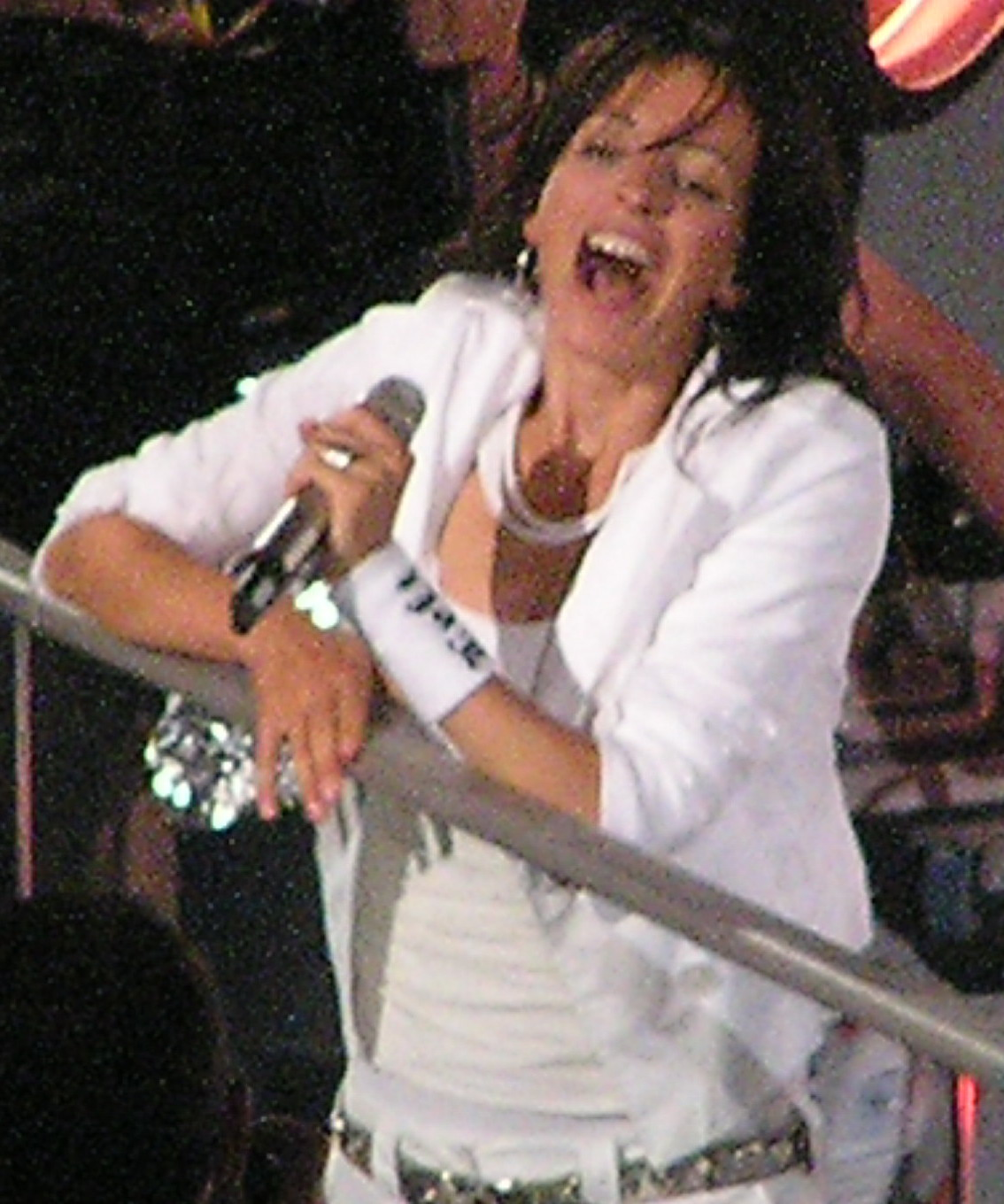
Nena
geboren in 1960

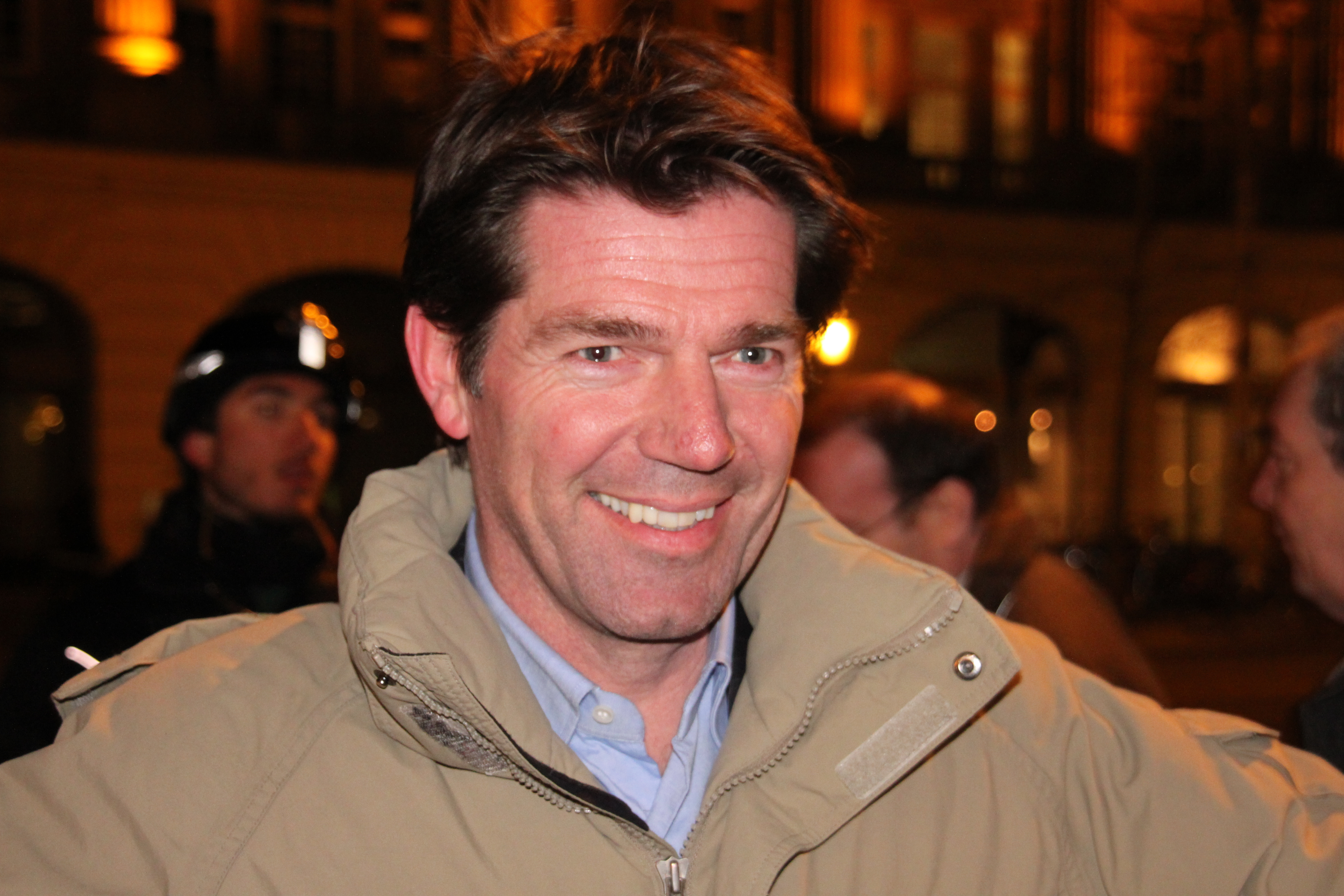
Twan Huys
geboren in 1964

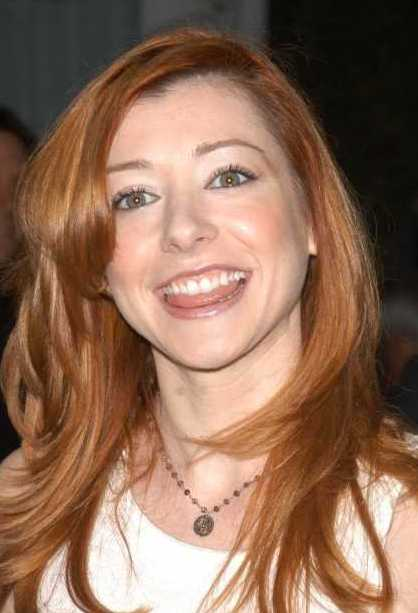
Alyson Hannigan
geboren in 1974

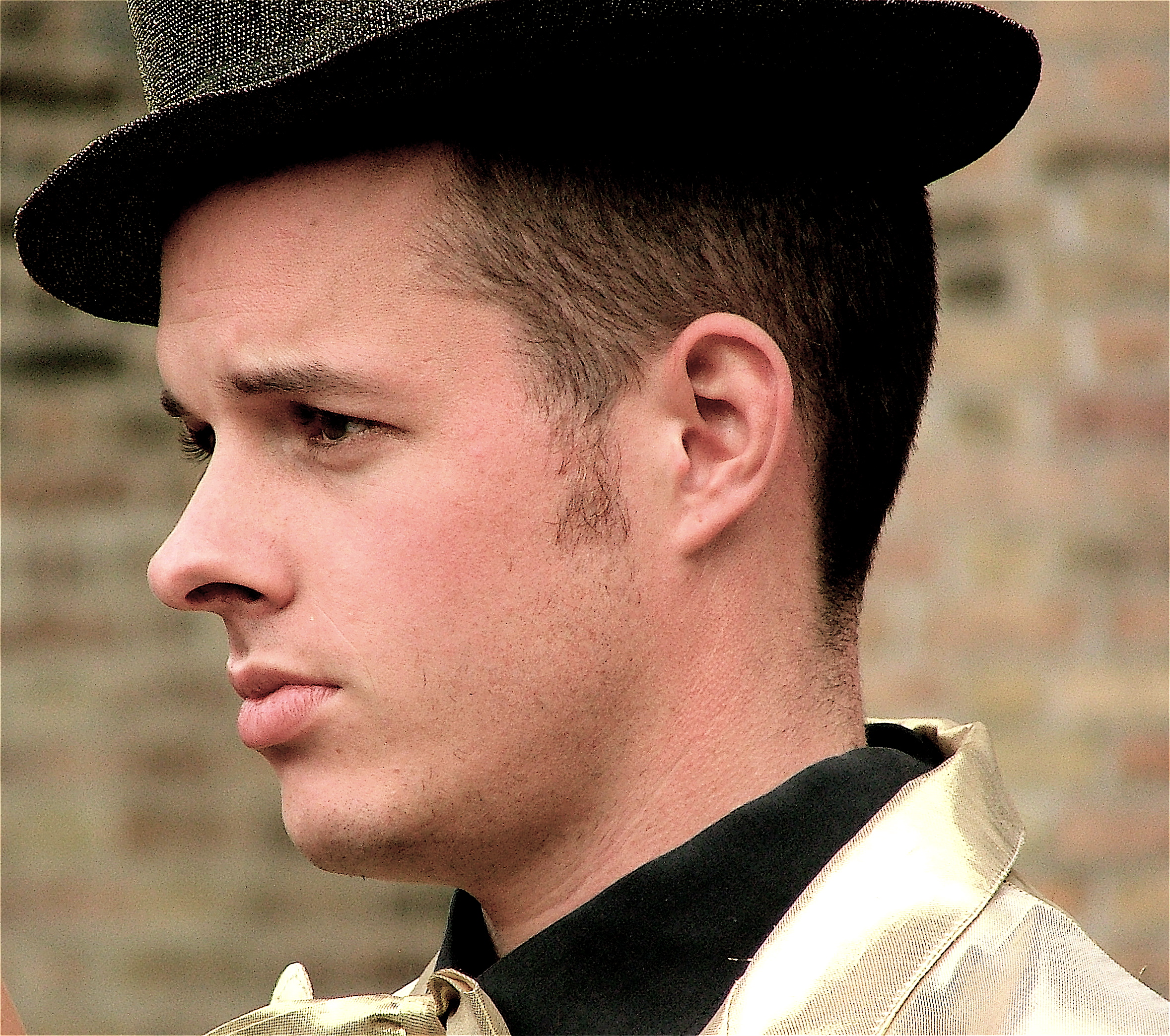
Filemon Wesselink
geboren in 1979

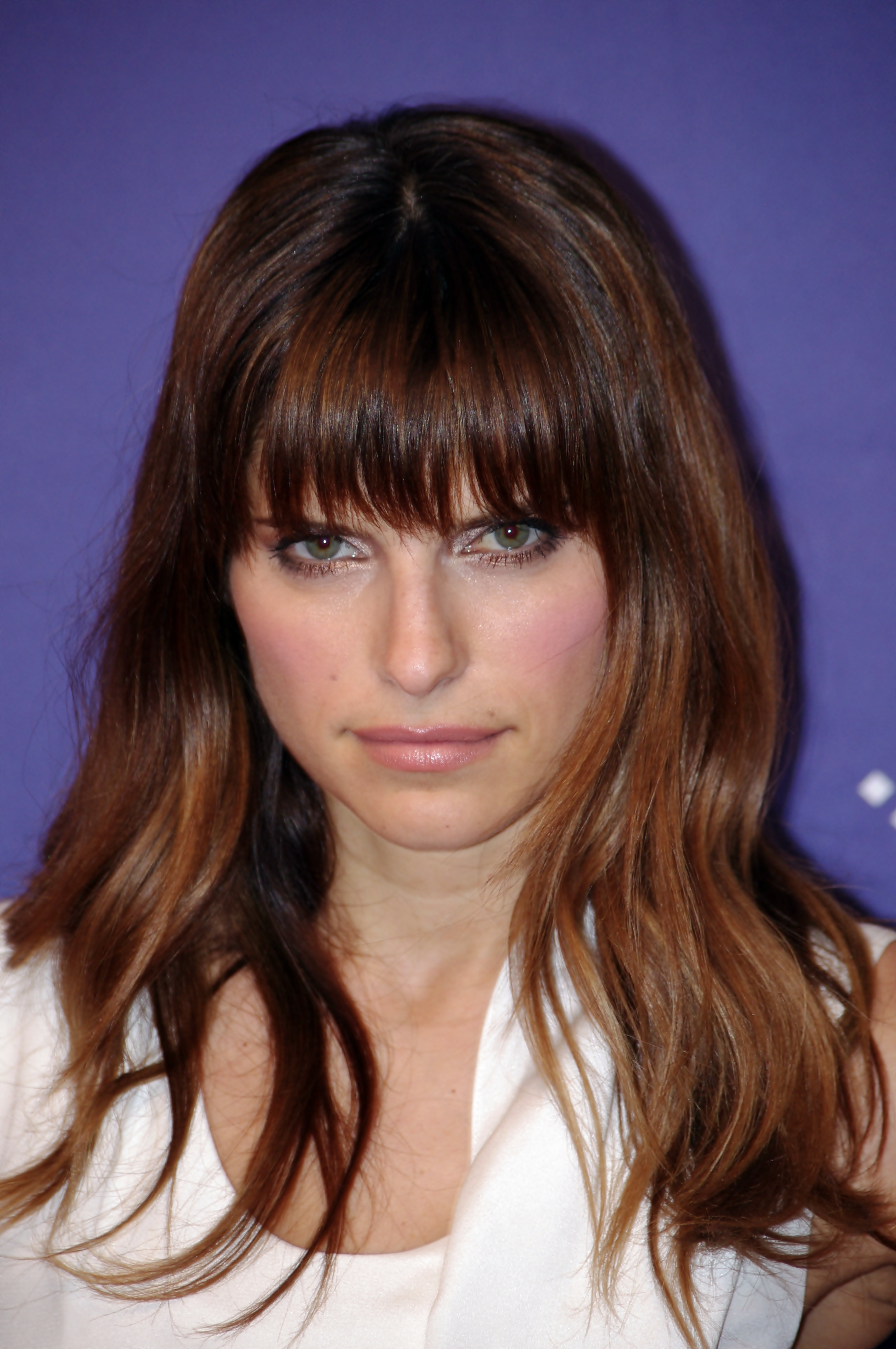
Lake Bell
geboren in 1979

- 1188 - Ferrand van Portugal, echtgenoot van de Vlaamse gravin Johanna van Constantinopel (overleden 1233)
- 1494 - Georgius Agricola, Duits natuuronderzoeker (overleden 1555)
- 1565 - Lodewijk Makeblyde, Belgisch jezuïet en dichter (overleden 1630)
- 1607 - Michiel de Ruyter, Nederlands zeeheld (overleden 1676)
- 1800 - Douwe de Hoop, Nederlands beeldend kunstenaar (overleden 1830)
- 1802 - Jacob van Lennep, Nederlands schrijver (overleden 1868)
- 1809 - Joseph Liouville, Frans wiskundige (overleden 1882)
- 1829 - Ignacio Zaragoza, Mexicaans generaal (overleden 1862)
- 1854 - Henry Lefroy, 11e premier van West-Australië (overleden 1930)
- 1857 - J.A. Mulock Houwer, Nederlands architect (overleden 1933)
- 1864 - Karel Frederik Wenckebach, Nederlands hoogleraar geneeskunde (overleden 1940)
- 1874 - Harry Houdini, Amerikaans boeienkoning en illusionist (overleden 1926)
- 1875 - Alberic Deswarte, Belgisch senator en advocaat (overleden 1928)
- 1878 - Top Naeff, Nederlands schrijfster (overleden 1953)
- 1881 - Kristian Middelboe, Deens voetballer en voetbalbestuurder (overleden 1965)
- 1884 - Peter Debye, Nederlands-Amerikaans scheikundige (overleden 1966)
- 1884 - Eugène Tisserant, Frans curiekardinaal (overleden 1972)
- 1887 - Roscoe Arbuckle, Amerikaans acteur, komiek, regisseur en scenarist (overleden 1933)
- 1888 - Friedrich Burmeister, Oost-Duits minister (overleden 1968)
- 1888 - Viktor Kingissepp, Estisch communistisch politicus (overleden 1922)
- 1891 - Willem van Iependaal, Nederlands schrijver en dichter (overleden 1970)
- 1891 - Charley Toorop, Nederlands schilderes en lithografe (overleden 1955)
- 1892 - Gabriel Reyes, Filipijns aartsbisschop (overleden 1952)
- 1895 - Ragnar Melén, Zweeds atleet (overleden 1961)
- 1897 - Charles Eyck, Nederlands schilder (overleden 1983)
- 1897 - Theodora Kroeber, Amerikaans schrijfster en antropologe (overleden 1979)
- 1897 - Wilhelm Reich, Pools-Amerikaans psycholoog (overleden 1970)
- 1901 - Ub Iwerks, Amerikaans striptekenaar (overleden 1971)
- 1902 - Thomas Dewey, Amerikaans politicus, gouverneur van New York (overleden 1971)
- 1904 - Venancio Ziga, Filipijns politicus (datum overlijden onbekend)
- 1905 - Pura Santillan-Castrence, Filipijns schrijfster en diplomate (overleden 2005)
- 1907 - Daniël Devriendt, Belgisch beeldhouwer (overleden 1988)
- 1909 - Clyde Barrow, Amerikaans gangster (overleden 1934)
- 1909 - Richard Wurmbrand, Roemeens predikant en schrijver (overleden 2001)
- 1911 - Joseph Barbera, Amerikaans producent, regisseur en tekenaar van tekenfilms (overleden 2006)
- 1915 - Harry Prenen, Nederlands dichter, illustrator, journalist en leraar (overleden 1992)
- 1919 - Lawrence Ferlinghetti, Amerikaans schrijver en dichter (overleden 2021)
- 1919 - Robert Heilbroner, Amerikaans econoom (overleden 2005)
- 1920 - Marcel Denis, Belgisch atleet (overleden ??)
- 1921 - Víctor Balaguer, Spaans zanger (overleden 1984)
- 1921 - Vasili Smyslov, Russisch schaakgrootmeester (overleden 2010)
- 1922 - Farrokhroo Parsa, Iraans arts en politicus (overleden 1980)
- 1923 - Murray Hamilton, Amerikaans acteur(overleden 1986)
- 1923 - Brian Naylor, Brits autocoureur (overleden 1989)
- 1923 - Wim van der Voort, Nederlands schaatser (overleden 2016)
- 1924 - Norman Fell, Amerikaans acteur (overleden 1998)
- 1925 - Henk van der Bijl, Nederlands voetbalkeeper
- 1925 - Mai Zetterling, Zweeds actrice en filmregisseur (overleden 1994)
- 1926 - Desmond Connell, Iers kardinaal (overleden 2017)
- 1926 - Dario Fo, Italiaans regisseur, acteur en toneelschrijver (overleden 2016)
- 1927 - Martin Walser, Duits roman- en toneelschrijver (overleden 2023)
- 1928 - Byron Janis, Amerikaans pianist (overleden 2024)
- 1929 - Franz Krienbühl, Zwitsers schaatser (overleden 2002)
- 1930 - Owen Gingerich, Amerikaans astronoom (overleden 2023)
- 1930 - Cristóbal Halffter, Spaans componist (overleden 2021)
- 1930 - Jack Kooistra, Nederlands journalist en nazi-jager (overleden 2025)
- 1930 - Steve McQueen, Amerikaans filmacteur (overleden 1980)
- 1931 - Zaoer Kalojev, Sovjet-Georgisch voetballer (overleden 1997)
- 1932 - Lodewijk van den Berg, Nederlands-Amerikaans ruimtevaarder (overleden 2022)
- 1932 - Christian Godard, Franse striptekenaar (overleden 2024)
- 1932 - Albert van den Heuvel, Nederlands theoloog, predikant en omroepbestuurder
- 1932 - Arnold Willems, Belgisch acteur (overleden 2022)
- 1933 - William Smith, Amerikaans acteur (overleden 2021)
- 1935 - Carol Kaye, Amerikaans basgitariste
- 1935 - Peret, Spaans zanger (overleden 2014)
- 1937 - Lloyd Erskine Sandiford, Barbadiaans politicus (overleden 2023)
- 1937 - Bertha Hertogh, Nederlandse vrouw wier adoptie in 1950 leidde tot etnische rellen in Singapore (overleden 2009)
- 1937 - Frits Lambrechts, Nederlands kleinkunstenaar
- 1937 - Lloyd Erskine Sandiford, Barbadiaans politicus (overleden 2023)
- 1937 - Alfred Vreven, Belgisch politicus (overleden 2000)
- 1938 - Don Covay, Amerikaans zanger (overleden 2015)
- 1938 - Holger Czukay, Duits musicus, bassist en geluidstechnicus (overleden 2017)
- 1938 - Piet de Jong, Nederlands dendroloog
- 1939 - Heinz Versteeg, Nederlands voetballer (overleden 2009)
- 1940 - Krijn Torringa, Nederlands presentator (overleden 2006)
- 1943 - Marika Kilius, Duits kunstschaatsster
- 1943 - Guy Mortier, Belgisch journalist
- 1944 - R. Lee Ermey, Amerikaans acteur en drillinstructeur (overleden 2018)
- 1944 - Evert ten Napel, Nederlands sportverslaggever
- 1944 - Liane Engeman, Nederlands autocoureur
- 1945 - Curtis Hanson, Amerikaans scenarioschrijver en filmregisseur (overleden 2016)
- 1947 - Meiko Kaji, Japans actrice en zangeres
- 1947 - Mike Kellie, Brits musicus, producer en songwriter (overleden 2017)
- 1947 - Wim Ligtvoet, Nederlands burgemeester
- 1947 - Stefan Resjko, Sovjet-Oekraïens voetballer
- 1948 - 1948 - Volker Finke, Duits voetbalcoach
- 1948 - Delio Onnis, Argentijns voetballer en voetbaltrainer
- 1948 - Lee Oskar, Deens mondharmonicaspeler
- 1948 - René Tosari, Surinaams beeldend kunstenaar
- 1949 - Richard Biefnot, Belgisch (Waals) politicus (overleden 2020)
- 1949 - Ruud Krol, Nederlands voetbaltrainer en voetballer
- 1949 - Nick Lowe, Brits zanger, songwriter en muziekproducent
- 1949 - Herman Schaper, Nederlands politicus en diplomaat (overleden 2021)
- 1950 - Jos Collignon, Nederlands (politiek) cartoonist
- 1950 - Koos Keijzer, Nederlands atleet
- 1951 - Pat Bradley, Amerikaans golfspeelster
- 1951 - Tommy Hilfiger, Amerikaans modeontwerper
- 1952 - Quim Monzó, Catalaans auteur
- 1953 - Addo Stuur, Nederlands schrijver en softwareontwikkelaar (overleden 2021)
- 1954 - Robert Carradine, Amerikaans acteur
- 1954 - Eric Gudde, Nederlands voetbalvoorzitter en financieel econoom
- 1954 - Wim Letschert, Nederlands politicus (overleden 1999)
- 1954 - Franz Oberacher, Oostenrijks voetballer
- 1955 - Bert De Graeve, Belgisch ondernemer en voormalig gedelegeerd bestuurder van de VRT
- 1957 - Roderik Bouwman, Nederlands hockeyer
- 1957 - Mário Marques Coelho, Braziliaans voetballer
- 1958 - Roland Koch, Duits politicus
- 1958 - Frank Zeilstra, Nederlands beeldhouwer, kunstschilder en glazenier
- 1959 - Renaldo Nehemiah, Amerikaans atleet
- 1960 - Kelly LeBrock, Amerikaans actrice
- 1960 - Kenneth Ma, Hongkongs autocoureur
- 1960 - Nena, Duits zangeres
- 1960 - Yasser Seirawan, Amerikaans schaker
- 1960 - Bert Vlaardingerbroek, Nederlands darter
- 1961 - Yanis Varoufakis, Grieks econoom en politicus
- 1961 - Nina Hoger, Duits actrice
- 1962 - Alan Warriner-Little, Engels darter
- 1963 - Raimond van der Gouw, Nederlands voetballer
- 1963 - Lars Elstrup, Deens voetballer
- 1963 - Werner Karle, Duits acteur (overleden 2002)
- 1963 - René van Zinnicq Bergmann, Nederlands acteur
- 1964 - Twan Huys, Nederlands journalist en presentator
- 1964 - Liz McColgan, Schots atlete
- 1964 - Rozalla, Zimbabwaans popzangeres
- 1964 - Sigrid Spruyt, Belgisch journaliste en nieuwslezeres
- 1965 - Mark Calaway (The Undertaker), Amerikaans professioneel worstelaar
- 1965 - Peter Jacobson, Amerikaans acteur
- 1965 - Peter Öttl, Duits motorcoureur
- 1966 - Floyd Heard, Amerikaans atleet
- 1966 - Erling Jevne, Noors langlaufer
- 1966 - DJ Jose, Nederlands dj en muziekproducent
- 1966 - Jane Thomas, Amerikaans tennisspeelster
- 1967 - Keiichi Kitagawa, Japans motorcoureur
- 1967 - Minh Ly, Vietnamees Amerikaans professioneel pokerspeler
- 1967 - Kathy Rinaldi, Amerikaans tennisster
- 1968 - Megan Delehanty, Canadees roeister
- 1968 - Alio Die, Italiaans muzikant
- 1969 - Gitte Madsen, Deens handbalster
- 1969 - Luis Oliveira, Belgisch voetballer
- 1970 - Lara Flynn Boyle, Amerikaans actrice
- 1970 - Sharon Corr, Iers violist
- 1971 - Masao Azuma, Japans motorcoureur
- 1971 - Megyn Price, Amerikaans actrice
- 1972 - Christophe Dugarry, Frans voetballe
- 1973 - Jacek Bąk, Pools voetballer
- 1973 - Steve Corica, Australisch voetballer
- 1973 - Mette Jacobsen, Deens zwemster
- 1973 - Daniëlle Overgaag, Nederlands tv-presentatrice en wielrenster
- 1973 - Jim Parsons, Amerikaans acteur
- 1974 - Alyson Hannigan, Amerikaans actrice
- 1975 - Sarah Jamieson, Australisch atlete
- 1975 - Thomas Johansson, Zweeds tennisser
- 1976 - Salman Al Khalifa, Bahreins autocoureur
- 1977 - Jessica Chastain, Amerikaans actrice
- 1977 - Cédric El-Idrissi, Zwitsers atleet
- 1978 - Philip Manyim, Keniaans atleet
- 1978 - Gediminas Mažeika, Litouws voetbalscheidsrechter
- 1978 - Monika Soćko, Pools schaakster
- 1979 - Lake Bell, Amerikaans actrice
- 1979 - Periklís Iakovákis, Grieks atleet
- 1979 - Danny Pate, Amerikaans wielrenner
- 1979 - Filemon Wesselink, Nederlands presentator
- 1980 - Mike Roelofs, Nederlands pianist en componist
- 1981 - Djurre de Haan, Nederlands singer-songwriter
- 1981 - Mark Looms, Nederlands voetballer
- 1981 - Paweł Szaniawski, Pools wielrenner
- 1982 - Jimmy Hempte, Belgisch voetballer
- 1982 - Mike Weerts, Nederlands acteur
- 1983 - Aleksej Jerjomenko, Fins voetballer
- 1983 - Karim Saïdi, Tunesisch voetballer
- 1984 - Philipp Petzschner, Duits tennisser
- 1984 - Kelly Stubbins, Australisch zwemster
- 1984 - Davis Tarwater, Amerikaans zwemmer
- 1984 - Jurre Trouw, Nederlands schaatser
- 1984 - Lucy Wangui, Keniaans atlete
- 1985 - Frederico Gil, Portugees tennisser
- 1985 - Nicolae Mitea, Roemeens voetballer
- 1986 - Kohei Hirate, Japans autocoureur
- 1986 - Jason Wong, Engels acteur
- 1987 - Franziska Hildebrand, Duits biatlete
- 1987 - Ramires Santos do Nascimento, Braziliaans voetballer
- 1988 - Jean-Guillaume Béatrix, Frans biatleet
- 1988 - Finn Jones, Engels acteur
- 1988 - Christian Santos, Venezolaans voetballer
- 1989 - Lindita Halimi, Kosovaars zangeres
- 1989 - Jonas Lenherr, Zwitsers freestyleskiër
- 1990 - Keisha Castle-Hughes, Nieuw-Zeelands actrice
- 1990 - Benedikt Doll, Duits biatleet
- 1992 - Just Berends, Nederlands voetballer
- 1992 - Justine De Jonckheere, Belgisch model, Miss België 2011
- 1992 - Vanessa Hinz, Duits biatlete
- 1993 - Hoàng Quý Phước, Vietnamees zwemmer
- 1993 - Sander van de Streek, Nederlands voetballer
- 1994 - Thijs Hannema, Nederlands acteur
- 1996 - Valentino Lazaro, Oostenrijks voetballer
- 1997 - Bruno Baptista, Braziliaans autocoureur
- 1997 - Jordan Rossiter, Engels voetballer
- 1997 - Jenna Strauch, Australisch zwemster
- 1997 - Martijn van IJzendoorn, Nederlands dammer
- 1998 - Nienke Wijnhoven, Nederlands zangeres
- 2000 - Trey Freeman, Amerikaans zwemmer
- 2000 - Walter Wallberg, Zweeds freestyleskiër
- 2001 - William Saliba, Frans voetballer
- 2004 - Romain Lahure, Belgisch voetballer
- 2005 - Zoë Deltrap, Nederlands shorttrackster
- 2005 - Luck Zogbé, Ivoriaans voetballer

## Overleden

Anna van Egmont
overleden in 1558

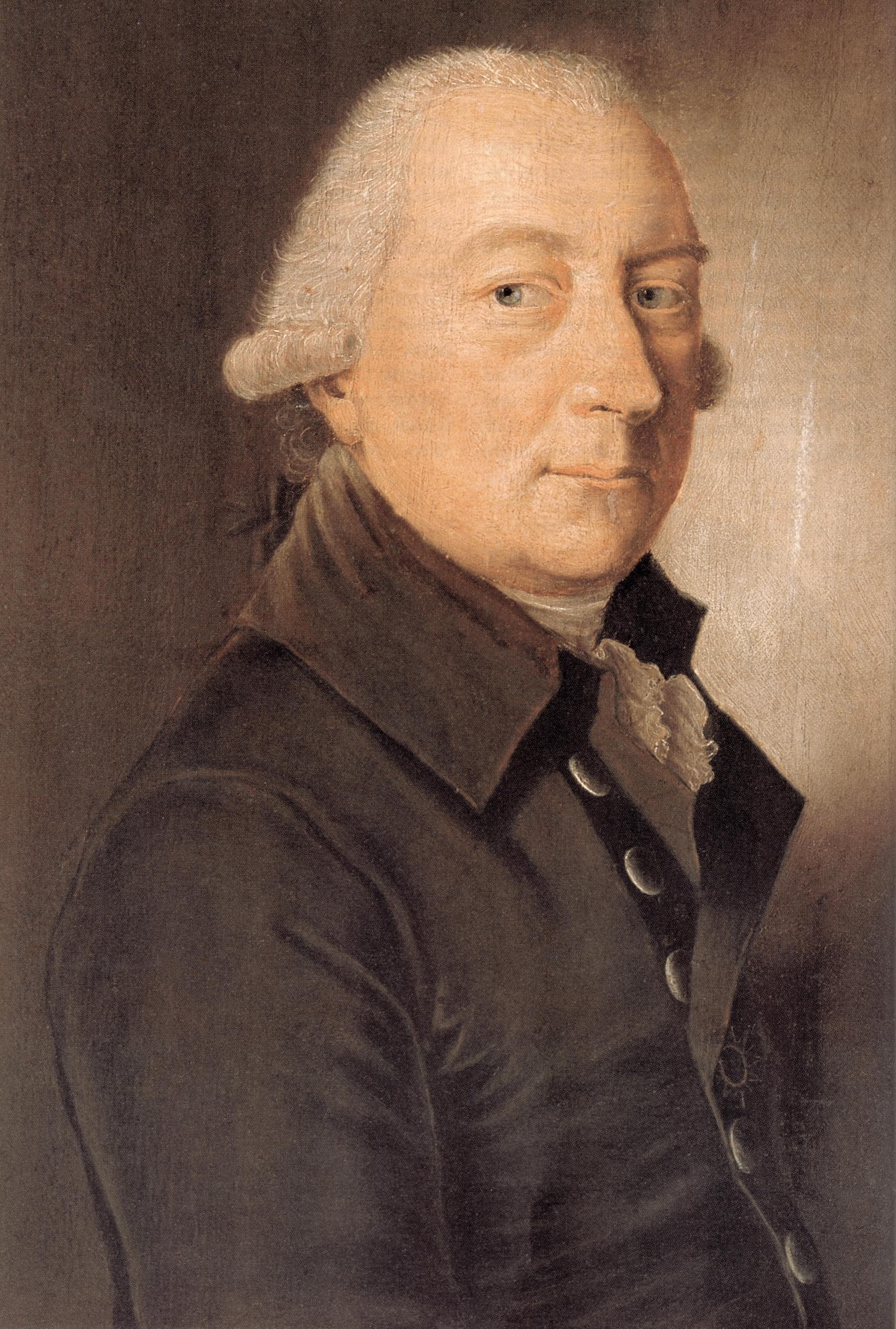
Hertog Frederik August van Nassau
overleden in 1816

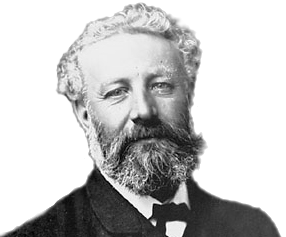
Jules Verne
overleden in 1905

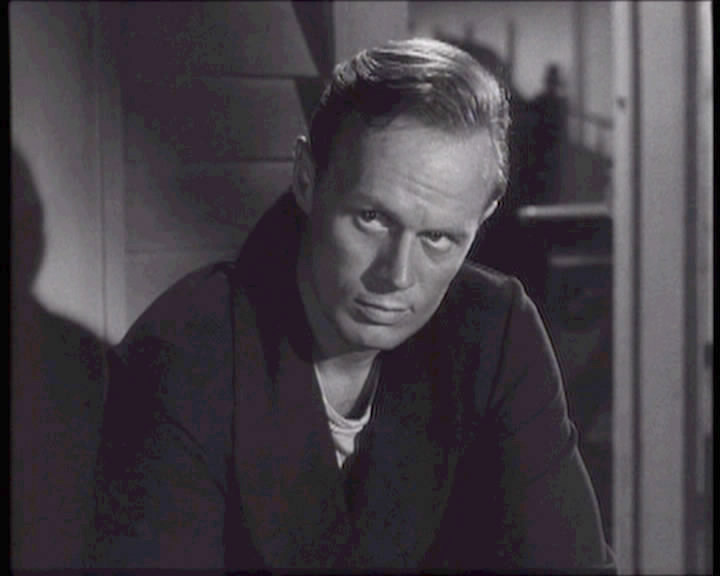
Richard Widmark
overleden in 2008

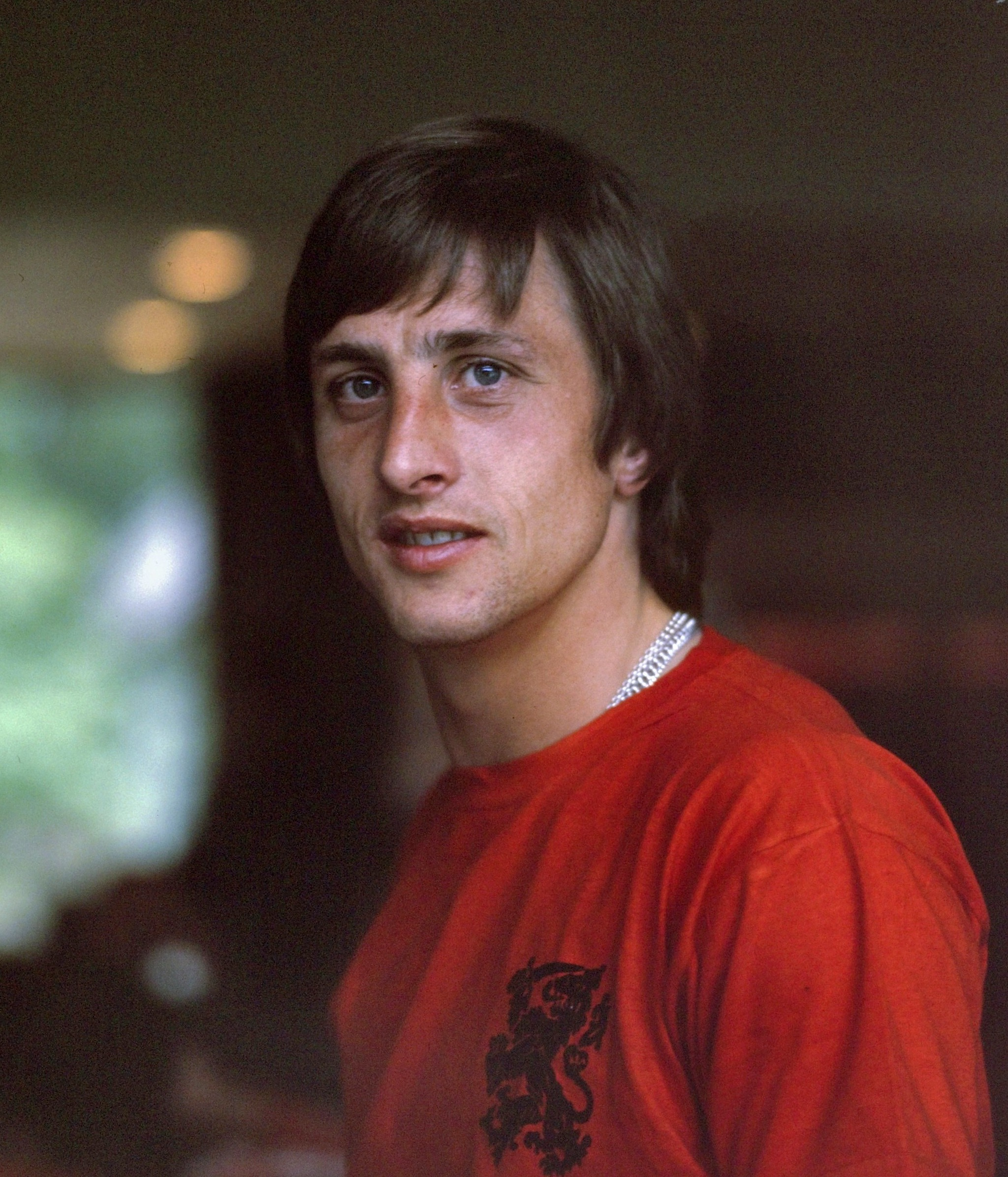
Johan Cruijff
overleden in 2016

- 809 - Haroen ar-Rashid (ong. 42), kalief van Bagdad
- 1418 - Bertha van Westerburg, Duits edelvrouw
- 1558 - Anna van Egmont (ong. 25), echtgenote van Willem de Zwijger
- 1603 - Elizabeth I van Engeland (69), koningin van Engeland
- 1654 - Samuel Scheidt (66), Duits organist en componist
- 1805 - Alois I (45), vorst van Liechtenstein
- 1816 - Frederik August van Nassau-Usingen (77), hertog van Nassau
- 1888 - Gerhardus Fabius (81), Nederlands vice-admiraal
- 1905 - Jules Verne (77), Frans auteur
- 1910 - Galen Clark (95), Amerikaans natuurbeschermer
- 1916 - Enric Granados, Catalaans componist
- 1921 - Déodat de Séverac (48), Frans componist
- 1928 - Mindaugas II van Litouwen (64), koning van Litouwen
- 1930 - Eugeen Van Mieghem (54), Belgisch schilder
- 1942 - Mathieu Cordang (72), Nederlands wielrenner
- 1944 - Simon de Vries (73), Nederlands rabbijn, publicist en taalkundige
- 1946 - Aleksandr Aljechin (53), Russisch schaker
- 1946 - Carl Schuhmann (76), Duits sporter
- 1952 - Jigme Wangchuck (47), koning van Bhutan
- 1953 - Mary van Teck (85), koningin van Groot-Brittannië en keizerin van India
- 1956 - Willem Keesom (89), Nederlands natuurkundige
- 1958 - Claude Rivaz (85), Engels voetballer
- 1968 - Claude Schwartz (47), Belgisch atleet
- 1969 - Renato Cesarini (62), Ital-Argentijns voetballer
- 1969 - Joseph Kasavubu (56), Eerste president van Congo
- 1970 - Amado Hernandez (66), Filipijns schrijver en vakbondsleider
- 1971 - Arne Jacobsen (69), Deens architect
- 1972 - Cristóbal Balenciaga (77), Spaans modeontwerper
- 1976 - Bernard Montgomery (88), Brits veldmaarschalk
- 1980 - Óscar Romero (62), aartsbisschop van San Salvador
- 1985 - Raoul Ubac (74), Belgisch kunstschilder, fotograaf en beeldhouwer
- 1988 - Roger Loyer (80), Frans autocoureur
- 1990 - An Wang (70), Chinees-Amerikaans informaticus en uitvinder
- 1997 - Harold Melvin (57), Amerikaans zanger
- 1998 - António Ribeiro (69), Portugees kardinaal-patriarch van Lissabon
- 1999 - Pierre H. Dubois (81), Nederlands schrijver en dichter
- 2002 - César Milstein (74), Argentijns biochemicus
- 2002 - Bob Said (69), Amerikaans autocoureur
- 2003 - Hans Hermann Groër (83), ex-aartsbisschop van Wenen
- 2004 - Max Dendermonde (84), Nederlands schrijver
- 2007 - Florrie Rost van Tonningen-Heubel (92), Nederlands nationaalsocialiste
- 2008 - Neil Aspinall (66), Brits roadmanager van The Beatles en directeur van Apple Corps Ltd.
- 2008 - Richard Widmark (93), Amerikaans acteur
- 2009 - Martin Brozius (67), Nederlands acteur, presentator en cabaretier
- 2009 - Nand Buyl (86), Belgisch acteur en regisseur
- 2009 - Hans Klenk (89), Duits autocoureur
- 2009 - Ricard Salvat i Ferré (75), Spaans toneelschrijver
- 2010 - Robert Culp (79), Amerikaans acteur, scriptschrijver en regisseur
- 2012 - Jocky Wilson (62), Brits darter
- 2013 - Deke Richards (68), Amerikaans songwriter en producer
- 2014 - Marianne Dommisse (86), Nederlands fotografe
- 2014 - Peter Graaff (78), Nederlands generaal
- 2014 - Nanda van der Zee (62), Nederlands historica
- 2015 - Oleg Bryjak (54), Kazachs-Duits operazanger omgekomen bij de ramp met Germanwings-vlucht 9525.
- 2015 - Maria Radner (34), Duits operazangeres omgekomen bij de ramp met Germanwings-vlucht 9525.
- 2015 - Kees van Vugt (85), Nederlands roeier
- 2016 - Roger Cicero (45), Duits jazzmuzikant en -zanger
- 2016 - Johan Cruijff (68), Nederlands voetballer en voetbaltrainer
- 2016 - Jan van Nerijnen (81), Nederlands componist
- 2016 - Garry Shandling (66), Amerikaans komiek en acteur
- 2017 - Leo Peelen (48), Nederlands wielrenner
- 2017 - Jean Rouverol (100), Amerikaans actrice, auteur en scenarioschrijfster
- 2018 - José Antonio Abreu (78), Venezolaans dirigent en musicus
- 2018 - Lys Assia (94), Zwitsers zangeres
- 2018 - Rim Banna (51), Palestijns zangeres
- 2018 - Arnaud Beltrame (44), Frans politiefunctionaris omgekomen bij gijzelingsdrama Aanslagen in Aude 2018.
- 2018 - Hidetoshi Nagasawa (78), Japans beeldhouwer
- 2019 - Herman Morsink (77), Nederlands voetballer
- 2020 - John Campbell-Jones (90), Brits autocoureur
- 2020 - Hans van Delft (73), Nederlands ondernemer en sportbestuurder
- 2020 - Manu Dibango (86), Kameroens muzikant
- 2020 - Stuart Gordon (72), Amerikaans filmregisseur
- 2020 - Terrence McNally (81), Amerikaans toneel- en musicalschrijver
- 2020 - Bill Rieflin (59), Amerikaans drummer
- 2020 - Tony Rutter (78), Brits motorcoureur
- 2020 - Ignacio Trelles (103), Mexicaans voetbalcoach
- 2020 - Albert Uderzo (92), Frans striptekenaar
- 2021 - Jean Baudlot (74), Frans componist en zanger
- 2021 - Oege Gerhardus de Boer (99), Nederlands burgemeester
- 2021 - Rudolf Kelterborn (89), Zwitsers componist en dirigent
- 2021 - Toshihiko Koga (53), Japans judoka
- 2021 - Jessica Walter (80), Amerikaans actrice
- 2021 - Paul Whear (95), Amerikaans componist, muziekpedagoog en dirigent
- 2022 - Kirk Baptiste (59), Amerikaans atleet
- 2022 - Paul de Casteljau (91), Frans wiskundige en natuurkundige
- 2022 - Bert Ruiter (75), Nederlands basgitarist, producer en componist
- 2023 - Sonja Bernd't (Sonja Ossendrijver) (84), Nederlands zangeres en sieradenmaakster
- 2023 - Donald de Marcas (89), Nederlands hoorspelacteur, radiomaker en nieuwslezer
- 2023 - Gordon Moore (94), Amerikaans ondernemer, ingenieur en filantroop
- 2023 - Raoul d'Udekem d'Acoz (87), Belgisch politicus
- 2024 - Def Rhymz (Dennis Bouman) (53), Surinaams-Nederlands rapper
- 2024 - Péter Eötvös (80), Hongaars componist en dirigent

## Viering/herdenking
- Pasen in 1799, 1940.
- Rooms-Katholieke kalender:
  - Heilige Catharina van Zweden († 1381)
  - Heilige Aldemar van Capua († c. 1080)
  - Heilige Óscar Romero († 1980)
  - Zalige Eiso (van Klaarkamp) († 12e eeuw)
  - Zalige Florens Radewijns († 1400)
- Wereldtuberculosedag
- Dag van de muziek
- Herdenking slachtoffers van de Vuile Oorlog (Argentinië)

## Weerextremen

### Nederland
| | Officiële records | Officiële records | Officiële records |      | Landelijke records | Landelijke records | Landelijke records |
| Gebeurtenis | Jaar              | Extreem           | Locatie           | Jaar | Extreem            | Locatie            |                    |
| --- | ----------------- | ----------------- | ----------------- | ---- | ------------------ | ------------------ | ------------------ |
| Laagste etmaalgemiddelde temperatuur (°C) | 1917, 2013        | −0,6              | De Bilt           |      | 2013               | −1,9               | Twenthe            |
| Hoogste etmaalgemiddelde temperatuur (°C) | 1945              | 14,7              | De Bilt           |      | 1945               | 16,0               | Maastricht         |
| Laagste minimumtemperatuur (°C) | 1917              | −5,7              | De Bilt           |      | 1976               | −6,6               | Twenthe            |
| Hoogste minimumtemperatuur (°C) | 2023              | 9,7               | De Bilt           |      | 1945               | 10,5               | Maastricht         |
| Laagste maximumtemperatuur (°C) | 1916              | 2,5               | De Bilt           |      | 1916               | 0,4                | Maastricht         |
| Hoogste maximumtemperatuur (°C) | 1945              | 21,0              | De Bilt           |      | 1945               | 23,2               | Maastricht         |
| Hoogste uurgemiddelde windsnelheid (m/s) | 1955              | 13,9              | De Bilt           |      | 1986               | 23,1               | Cadzand            |
| Hoogste windstoot (m/s) | 1955              | 27,8              | De Bilt           |      | 1978               | 44,8               | Cadzand            |
| Langste zonneschijnduur (uur) | 2020              | 11,3              | De Bilt           |      | 2020               | 11,7               | De Kooy            |
| Langste neerslagduur (uur) | 1989              | 10,5              | De Bilt           |      | 1989               | 15,0               | Maastricht         |
| Hoogste etmaalsom van de neerslag (mm) | 1989              | 15,9              | De Bilt           |      | 1989               | 23,5               | Eelde              |
| Laagste etmaalgemiddelde relatieve vochtigheid (%) | 2013              | 31                | De Bilt           |      | 2013               | 30                 | Deelen             |
| Laagste uurwaarde luchtdruk op zeeniveau (hPa) | 1986              | 970,2             | De Bilt           |      | 1986               | 963,5              | Leeuwarden         |
| Hoogste uurwaarde luchtdruk op zeeniveau (hPa) | 1982              | 1040,6            | De Bilt           |      | 1982               | 1040,6             | De Bilt            |
| Officiële records worden altijd gemeten op het KNMI-weerstation in De Bilt. Landelijke records kunnen worden gemeten op elk officieel KNMI-weerstation in Nederland. |                   |                   |                   |      |                    |                    |                    |

Uitzonderlijke gebeurtenissen
- 1949 - Eerste officiële zachte dag van het jaar (maximumtemperatuur ≥ 15 °C in De Bilt)
- 1955 - Eerste officiële zachte dag van het jaar (maximumtemperatuur ≥ 15 °C in De Bilt)
- 1956 - Eerste landelijke warme dag van het jaar gemeten in Eindhoven, Twenthe en Volkel (maximumtemperatuur ≥ 20 °C op een officieel weerstation)
- 1959 - Eerste landelijke warme dag van het jaar gemeten in Gilze-Rijen, Eindhoven en Maastricht (maximumtemperatuur ≥ 20 °C op een officieel weerstation)
- 1968 - Eerste officiële zachte dag van het jaar (maximumtemperatuur ≥ 15 °C in De Bilt)
- 1968 - Eerste landelijke zachte dag van het jaar gemeten in De Bilt, De Kooy, Deelen, Eelde, Eindhoven, Leeuwarden, Maastricht, Rotterdam, Schiphol, Soesterberg, Twenthe, Valkenburg ZH, Vlissingen en Volkel (maximumtemperatuur ≥ 15 °C op een officieel weerstation)
- 1968 - Eerste officiële warme dag van het jaar (maximumtemperatuur ≥ 20 °C in De Bilt)
- 1968 - Eerste landelijke warme dag van het jaar gemeten in De Bilt, De Kooy, Eindhoven, Rotterdam, Schiphol, Soesterberg en Volkel (maximumtemperatuur ≥ 20 °C op een officieel weerstation)
- 1973 - Eerste landelijke warme dag van het jaar gemeten in Deelen, Gilze-Rijen, Soesterberg en Volkel (maximumtemperatuur ≥ 20 °C op een officieel weerstation)
- 1978 - Landelijk maandrecord hoogste windstoot in m/s van maart gemeten in Cadzand: 44,8
- 1986 - Officieel maandrecord laagste uurwaarde luchtdruk op zeeniveau in hPa van maart gemeten in De Bilt: 970,2
- 1986 - Landelijk maandrecord laagste uurwaarde luchtdruk op zeeniveau in hPa van maart gemeten in Leeuwarden: 963,5
- 2003 - Eerste officiële warme dag van het jaar (maximumtemperatuur ≥ 20 °C in De Bilt)
- 2003 - Eerste landelijke warme dag van het jaar gemeten in Arcen, De Bilt, Deelen, Eelde, Eindhoven, Ell, Gilze-Rijen, Heino, Herwijnen, Hupsel, Hoogeveen, Lelystad, Maastricht, Marknesse, Nieuw Beerta, Soesterberg, Twenthe, Volkel, Westdorpe, Wilhelminadorp en Woensdrecht (maximumtemperatuur ≥ 20 °C op een officieel weerstation)
- 2010 - Eerste landelijke warme dag van het jaar gemeten in Eindhoven, Ell en Maastricht (maximumtemperatuur ≥ 20 °C op een officieel weerstation)
- 2013 - Officieel maandrecord laagste etmaalgemiddelde relatieve vochtigheid in % van maart gemeten in De Bilt: 31
- 2013 - Landelijk maandrecord laagste etmaalgemiddelde relatieve vochtigheid in % van maart gemeten in Deelen: 30
- 2023 - Landelijk langste zonneschijnduur in uren van maart dit jaar gemeten in Hoorn Terschelling: 11,3
- 2024 - Officieel hoogste etmaalsom van de neerslag in mm van maart dit jaar gemeten in De Bilt: 15,4 (voorlopig)
- 2024 - Landelijk hoogste uurgemiddelde windsnelheid in m/s van maart dit jaar gemeten in Vlieland: 17,0 (voorlopig)
- 2024 - Landelijk hoogste windstoot in m/s van maart dit jaar gemeten in Vlieland: 23,0 (voorlopig). Samen met 28 maart

### België
Dagrecords
- 1837 - Laagste etmaalgemiddelde temperatuur −1,7 °C
- 1945 - Hoogste etmaalgemiddelde temperatuur 16,8 °C
- 1899 - Laagste minimumtemperatuur −7,3 °C
- 2003 - Hoogste maximumtemperatuur 21,1 °C
- 1881 - Hoogste etmaalsom van de neerslag 18,7 mm

Uitzonderlijke gebeurtenissen
- 1972 - Sedert 14 maart is de maximumtemperatuur elke dag hoger dan 15 °C.
- 2003 - In Kleine-Brogel (Peer) loopt de temperatuur op tot 23,3 °C.

<< · 1 · 2 · 3 · 4 · 5 · 6 · 7 · 8 · 9 · 10 · 11 · 12 · 13 · 14 · 15 · 16 · 17 · 18 · 19 · 20 · 21 · 22 · 23 · 24 · 25 · 26 · 27 · 28 · 29 · 30 · 31 · >>